# Szerelmes SMS
A Szerelmes SMS (eredeti cím: SMS für Dich) 2016-ban bemutatott német romantikus film Karoline Herfurth rendezésében. A film Sofie Cramer azonos című könyve alapján készült.  
Magyarországon 2017. július 20-án, Németországban pedig 2016. szeptember 6-án mutatták be.

## Cselekmény
Clara Sommerfeld munkáját tekintve rajzokat, könyveket készít gyerekek számára. Azonban egy szép napon, szeretett kedvesét elüti egy autó. Hiába próbálja meg feldolgozni a tragédiát, semmiben sem talál vigaszt. Barátnője, Katja tanácsára megpróbál elbúcsúzni az elhunyt kedvesétől a halála előtt használt telefonszámra küldözgetett SMS-ek formájában. Úgy érzi, ezen keresztül bármely gondolatát megoszthatja, és naplóként kezdi el használni.
Mark Zimmermann a helyi lap sportrovatát szerkeszti. Egy nap furcsa SMS-eket kap mobiltelefonjára, de nem válaszol rájuk, viszont megérinti azok tartalma. Nem tudja azt sem eldönteni, hogy nő vagy férfi a küldő. Egy este Clara és Mark is mindketten ugyanazon színházi előadásra mennek el. A szünetben találkoznak, de Mark nem árulja el, hogy ő kapja az SMS-eket.
Mark azt a feladatot kapja, hogy készítsen interjút a híres énekesnővel, Henriette Boottal. A beszélgetés kapcsán elmondja neki a lelki problémáját, és támogatást is kap tőle. Az események kapcsán Mark hetente kedves és megható verssorokat talál ki és ír az újságba. Ezek felkeltik több szereplő és a környezet figyelmét.
Rövid időn belül felkeresik egymást, és találkozgatni kezdenek, majd együtt is járnak. Különös módon Mark ismeri Clara szokásait, és ezek tudatában próbál kedvese kedvében járni.
Amikor Mark nincs a lakása szobájában, Clara egy óvatlan pillanatban meglátja, hogy Mark kinyomtatta a küldött SMS-eit. Ekkor válik világossá számára, hogy a mobilszámot Mark kapta meg. Az eset után Mark ír egy érzelmekkel teli és nyilvános cikket Claráról / Clarához. Ebben arra kéri, hogy találkozzanak azon a helyen, ahol Clara beleszeretett. A történet végén találkoznak, és rájönnek, hogy mindkettőjüknek szüksége van a másikra.
Clara és Katja rendszeres vendégei a Kakas vendéglőnek, amely egy visszatérő helyszín a filmben.
Az egész történeten végigvezet, és több helyen közvetlenül is megjelenik a pillangó-motívum és a pillangó allegóriája.
"A szerelemben nincs talán." – Katja

## Szereplők
- Karoline Herfurth – Clara Sommerfeld, rajzoló
- Friedrich Mücke – Mark Zimmermann, újságíró
- Nora Tschirner – Katja, Clara barátnője
- Katja Riemann – Henriette Boot, énekesnő
- Uwe Preuss – Kalle, a Kakas tulajdonosa
- Samuel Finzi – Wortmann, Mark főnöke
- Friederike Kempter – Fiona, Mark élettársa
- Enissa Amani – Niki
- Tom Beck – Jonathan
- Florian Stetter – Ben, Katja volt kedvese